# Phyllomacromia pseudafricana
Phyllomacromia pseudafricana là một loài chuồn chuồn ngô thuộc họ Corduliidae. Nó được tìm thấy ở Bénin, Bờ Biển Ngà, Ghana, Nigeria, và Uganda. Môi trường sống tự nhiên của nó là các khu rừng đất thấp ẩm nhiệt đới hoặc cận nhiệt đới và sông.